# 鷹匠小路
鷹匠小路（たかしょうこうじ）は、青森県八戸市の大字。郵便番号は031-0034。人口は29人、世帯数は20世帯（2024年4月30日現在）。住居表示は全域で実施されていない。旧八戸町大字鷹匠小路。

## 地理
八戸市の中央部に位置し、北に六日町、東に長横町、南に類家・鍛冶町、西に大工町、寺横町が面している。地区の面積は23751平方メートル。八戸市中心市街地の区域、吹上地域に属する。

## 地名の由来

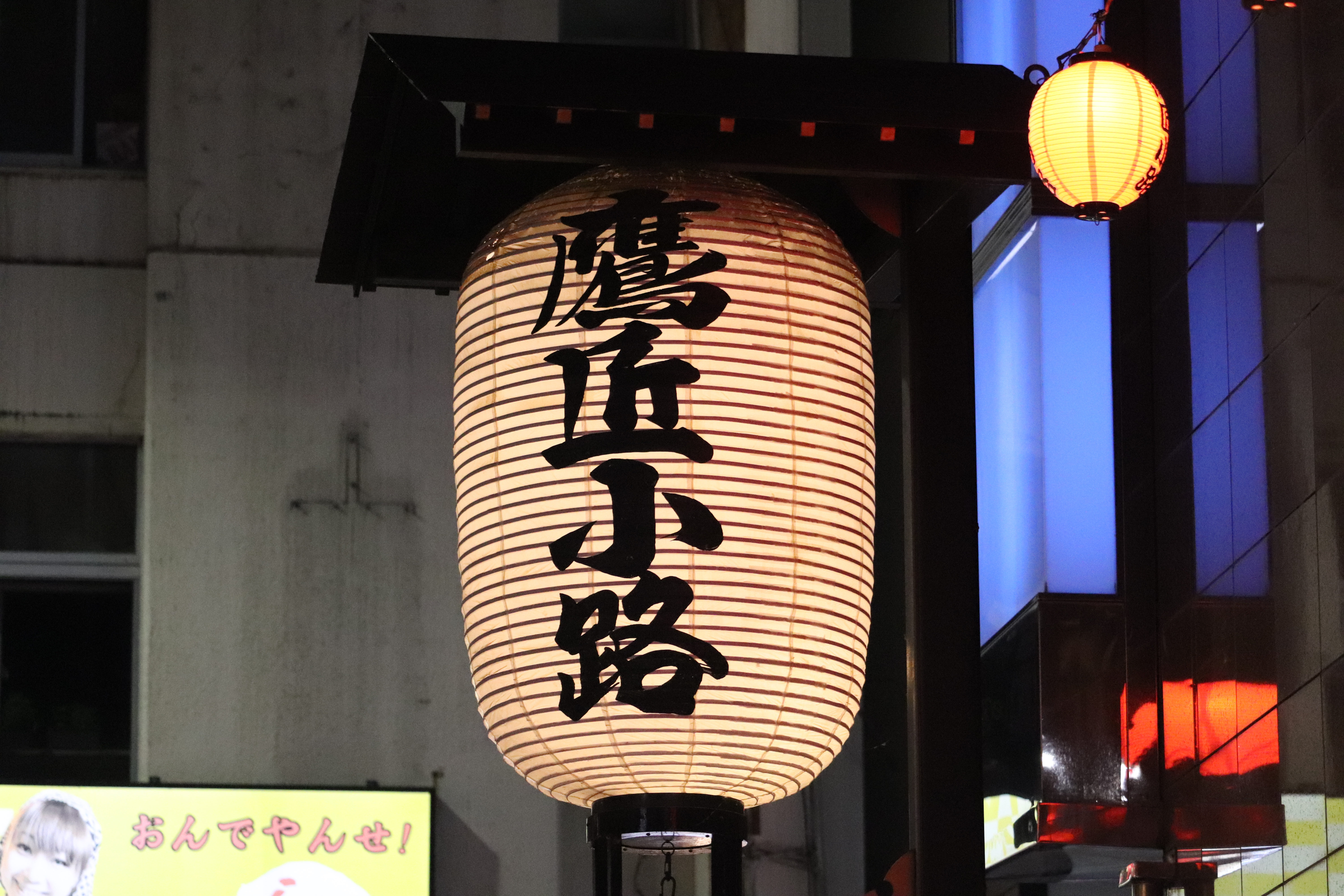
鷹匠小路の提灯

八戸町内風土記によると「徳川綱吉の時代に八戸藩が二人のお鷹匠を盛岡から呼びよせてて住まわせた」ことが由来と記されている。
別名「ロー丁」とも呼ばれ、藩政初期ごろに牢屋が設置されていたことが由来である。

## 歴史

### 沿革
- 1872年（明治5年）町村役人廃止により大区小区制による地方行政制度に改められる[13]。鷹匠小路とされ、九大区二小区の42村の一つに含まれた[14]。
- 1889年（明治22年）4月1日 - 町村制施行。鷹匠小路は三戸郡八戸町に属する。
- 1929年（昭和4年） 市制施行に伴い、鷹匠小路は八戸市に属する[15]。

## 世帯数と人口
2024年（令和6年）4月30日現在の世帯数と人口は以下の通りである。
| 大字         | 世帯数 | 人口 |
| ------------ | ------ | ---- |
| 大字鷹匠小路 | 20世帯 | 29人 |
| 計           | 20世帯 | 29人 |